# 江苏女子足球俱乐部
江苏女子足球俱乐部（简称：江苏女足）是一家位于江苏省南京市的女子足球俱乐部，为中国女子足球超级联赛参赛球队，主场设在五台山体育场。

## 球队历史
1998年，江苏女足组队，2013年，江苏女足获得了第十二届全运会冠军。
2016年，苏宁集团入主，成立了江苏苏宁女子足球俱乐部。随后在2017至2019年，俱乐部获得了1个超级联赛冠军，2个足球锦标赛冠军，3个足协杯冠军和1个超级杯冠军。
2021年2月28日，苏宁停止运营江苏足球俱乐部，江苏女足回归省体育局，由于时间紧促，球队没能来得及报名参加全国锦标赛。
2022年3月8日，江苏女子足球俱乐部宣佈陳婉婷出任球會主教練。 

## 荣誉
- 中国足球女子超级联赛：2009年，2019年
- 全国女子足球锦标赛：2018年，2019年
- 中国女子足协杯：2017年，2018年，2019年
- 中国女子超级杯：2019年